# Gloria (Vivaldi)
Das Gloria RV 589 in D-Dur von Antonio Vivaldi gehört nach jahrhundertelanger Vergessenheit wieder zu seinen bekannten geistlichen Werken.

## Werkbeschreibung
Für die Einleitung seines Gloria RV 589 schrieb Vivaldi zwei kurze Introduzioni für eine Gesangssolistin mit Orchesterbegleitung. Die entsprechenden Texte lauten Longe Mala, Umbrae, Terrores (RV 640) und Ostro Picta (RV 642). 
Das Gloria selbst enthält zwölf Abschnitte:
| Nr. | Titel                        | Stimmen        | Tempo   | Taktart    | Tonart |
| --- | ---------------------------- | -------------- | ------- | ---------- | ------ |
| 1   | Gloria in excelsis Deo       | SATB           | Allegro | 4/4        | D-Dur  |
| 2   | Et in terra pax              | SATB           | Andante | 3/4        | h-Moll |
| 3   | Laudamus te                  | S (Duett)      | Allegro | 2/4        | G-Dur  |
| 4   | Gratias agimus tibi          | SATB           | Adagio  | 4/4        | e-Moll |
| 5   | Propter magnam gloriam tuam  | SATB           | Allegro | alla breve | e-Moll |
| 6   | Domine Deus, Rex coelestis   | S (Solo)       | Largo   | 12/8       | C-Dur  |
| 7   | Domine, Fili unigenite       | SATB           | Allegro | 3/4        | F-Dur  |
| 8   | Domine Deus, Agnus Dei       | A (Solo), SATB | Adagio  | 4/4        | d-Moll |
| 9   | Qui tollis peccata mundi     | SATB           | Adagio  | 4/4 -> 3/2 | d-Moll |
| 10  | Qui sedes ad dexteram Patris | A (Solo)       | Allegro | 3/8        | h-Moll |
| 11  | Quoniam tu solus sanctus     | SATB           | Allegro | 4/4        | D-Dur  |
| 12  | Cum Sancto Spiritu           | SATB           | Allegro | alla breve | D-Dur  |

Besetzung: Zwei Soprane, Alt, vierstimmiger gemischter Chor (SATB), Oboe, Trompete, Streicher (2 Violinen, Viola), Basso continuo.
Die Aufführungsdauer beträgt ca. 30 Minuten.
Das Werk durchschreitet einen weiten Tonartenkreis, in dem eine gewisse Symmetrie befolgt wird. Vivaldi zeigt dabei die ganze Bandbreite seiner Meisterschaft zwischen festlichen, erhabenen Ecksätzen und zarten, durchsichtig instrumentierten Solopassagen. Im einleitenden Gloria in excelsis Deo wird der Chor durch festliche Trompetenfanfaren begleitet. Das folgende Et in terra pax in h-Moll, ebenfalls für Chor gesetzt, zeichnet sich durch einen dramatischen Aufbau mit überraschenden harmonischen Wendungen aus. Nach dem Duett für zwei Soprane Laudamus te und dem Chorabschnitt Gratias agimus tibi folgt die wahlweise von einer Oboe oder Violine begleitete Sopranarie Domine Deus, die mit dem rhythmisch bewegten Chorabschnitt Domine Fili unigenite kontrastiert. Die Altarie Domine Deus, Agnus Dei in d-Moll mit Cellobegleitung wird von überraschenden Einwürfen des Chores unterbrochen, der auch das folgende Qui tollis peccata mundi übernimmt. Nach einer weiteren Altarie Qui sedes, wiederum in h-Moll, wiederholt der Chor im Quoniam einige Elemente des Eingangssatzes und schließt mit dem fugierten Cum Sancto Spiritu, in dem ein gewichtiges Thema einem tänzerischen Kontrasubjekt gegenübergestellt wird.
Der Reichtum der Kontraste und musikalischen Mittel scheint weit mehr der inneren Logik eines großangelegten, mehrsätzigen Concerto grosso zu folgen als von dem Aufbau und Gehalt des Textes inspiriert zu sein. Die innere Geschlossenheit, die Vivaldi durch die motivische Verzahnung der Nummern erreicht, und das durchgehend hohe kompositorische Niveau machen dieses Gloria zu einer der bedeutendsten geistlichen Vokalkompositionen des frühen 18. Jahrhunderts.

## Vivaldis Gloria-Kompositionen
Nach heutigem Kenntnisstand vertonte Vivaldi den Messetext des Gloria mindestens dreimal. RV 588 wurde etwa gleichzeitig mit RV 589 komponiert und enthält zahlreiche Anleihen einer Gloria-Vertonung von Giovanni Maria Ruggieri. Das Kompositionsdatum beider Werke ist ungewiss, denn von keinem ist ein Autograph von Vivaldi erhalten. Bei beiden Werken wird indessen ein Entstehungsdatum um 1715 während Vivaldis erster Wirkungszeit am Ospedale della Pietà in Venedig angenommen. Ein drittes Gloria RV 590 wird im Ryom-Verzeichnis als verloren angegeben.

## Wirkungsgeschichte
Wie sämtliche geistlichen Werke Vivaldis geriet auch das Gloria RV 589 während fast zwei Jahrhunderten nach dem Tod des Komponisten völlig in Vergessenheit, bis es im September 1939 von Alfredo Casella zusammen mit seinem Stabat mater RV 621 während einer Vivaldi-Woche an der Accademia Musicale Chigiana in Siena wieder aufgeführt wurde. Bald darauf stellten Musikwissenschaftler wie Marc Pincherle die Nähe des Werks zu der Musik von Johann Sebastian Bach heraus. Seither erfreut sich das Werk steigender internationaler Popularität und wurde auch vielfach auf CDs aufgenommen.
Als Filmmusik erklingt der erste Satz in Shine von Scott Hicks über den Pianisten David Helfgott sowie in The Hunter. Eine arrangierte Version des zweiten Satzes unterstreicht effektvoll die abschließende Todesfahrt im Thriller Expreß in die Hölle von Andrei Kontschalowski.

## Aufnahmen (Auswahl)
- A. Vivaldi: Gloria, RV 589 / Magnificat, RV 611 / Ostro picta. Andrea Ihle und Elisabeth Wilke (Sopran), Annette Markert (Alt); Hallenser Madrigalisten, Virtuosi Saxoniae, Ludwig Güttler (Dirigent).
- A. Vivaldi: Stabat Mater / Gloria, RV 589. Hanna Herfurtner und Joowon Chung (Sopran), Andreas Scholl (Alt); Salzburger Bachchor, Bach Consort Wien, Rubén Dubrovsky (Dirigent). Gramola (Live-Aufnahme).
- A. Vivaldi: Gloria, RV 589 / Magnificat, RV 610a. Le Concert Spirituel, Hervé Niquet (Dirigent).
- A. Vivaldi: Gloria, RV 588 & 589. Patrizia Kwella und Elizabeth Priday (Sopran), Catherine Wyn-Rogers, (Alt); Oxford Christ Church Cathedral Choir, Hanover Band, Stephen Darlington (Dirigent). Nimbus Records.
- A. Vivaldi: Gloria; J. S. Bach: Magnificat. Oxford Schola Cantorum, Northern Chamber Orchestra, Nicholas Ward (Dirigent). Naxos.
- A. Vivaldi: Gloria / Magnificat. Patrizia Biccire, Deborah York (Sopran), Sarah Mingardo (Alt);  Akademia – Ensemble Vocal Regional de Champagne-Ardenne, Concerto Italiano, Rinaldo Alessandrini (Dirigent). Opus 111.
- A. Vivaldi: Gloria / Dixit Dominus.  Gemma Bertagnolli (Sopran), Sara Mingardo (Alt);  Concerto Italiano, Rinaldo Alessandrini (Dirigent). Naïve.